# Marmormannen
Marmormannen (polska: Człowiek z marmuru) är en polsk dramafilm från 1977 i regi av Andrzej Wajda, med Jerzy Radziwiłowicz och Krystyna Janda i huvudrollerna. Den handlar om en kvinnlig filmstudent som gör en film om en murare som lyftes fram som mönsterarbetare i början av 1950-talet, men en tid senare föll i onåd med makten när en av hans vänner blev tagen av hemliga polisen.
Filmen hade premiär i Polen 25 februari 1977 och i Sverige 3 september 1980. Den innebar ett stort genombrott för Janda. År 1981 kom en fristående uppföljare, Järnmannen.

## Medverkande
- Jerzy Radziwiłowicz som Mateusz Birkut / Maciek Tomczyk, Birkuts son
- Krystyna Janda som Agnieszka, filmstuderande
- Tadeusz Łomnicki som Jerzy Burski, filmregissör
- Jacek Łomnicki som Burski som ung
- Michał Tarkowski som Wincenty Witek
- Piotr Cieślak som Michalak, partispion
- Wiesław Wójcik som Jodła, partisekreterare
- Krystyna Zachwatowicz som Hanka Tomczyk
- Magda Teresa Wójcik som filmklipperska
- Bogusław Sobczuk som tv-regissör
- Leonard Zajączkowski som Leonard Zajączkowski, Agnieszkas kameraman